# Giacomo Pala
Giacomo Pala (Luras, 4 novembre 1849 – Roma, 27 gennaio 1927) è stato un avvocato e politico italiano, esponente del Partito Radicale Italiano.

## Biografia
Studiò al ginnasio di Tempio Pausania e al Liceo classico di Sassari, con non pochi sacrifici economici. Grazie a una borsa di studio poté trasferirsi a Torino, ove si laureò in giurisprudenza nel 1875. Avvocato civilista, fu eletto deputato nel 1897, nelle file dell'Estrema sinistra radicale, e mantenne il seggio ininterrottamente per cinque legislature sino al 1919, sempre per la circoscrizione di Tempio Pausania. Era considerato il referente della massa dei lavoratori (portuali, contadini, commercianti, piccoli imprenditori) che si muovevano guidati dalla Camera del Lavoro e dalle sezioni locali dei partiti della sinistra.
Dopo la scomparsa di Felice Cavallotti, che lo aveva pubblicamente sostenuto nei confronti di altre candidature democratiche, Giacomo Pala si collocò, all'interno del Partito radicale, nella corrente facente capo a Giuseppe Marcora. In tale ambito, votò a favore del Governo Zanardelli e poi accordò la fiducia al Governo Giolitti II, in dissenso con la corrente maggioritaria facente capo ad Ettore Sacchi.
Nei successivi governi cui partecipò il Partito radicale, Pala non ricoprì alcun incarico. Alla vigilia della prima guerra mondiale, si schierò tra le file dell'interventismo democratico.
In Parlamento, si batté principalmente per la valorizzazione del porto di Olbia.
Grazie alla sua instancabile battaglia, il 29 gennaio 1920, la città di Terranova (oggi Olbia) acquisì il collegamento di linea con il continente mediante il piroscafo "Città di Cagliari". Per tale operazione, fu bonariamente soprannominato "l'onorevole Terranova".